# Przerwana melodia
Przerwana melodia (ang. Interrupted Melody) – amerykański film z 1955 roku w reżyserii Curtisa Bernhardta.

## Nagrody i nominacje
| Nazwa nagrody | Wygrane                                                                           | Nominacje                                                                                            |
| ------------- | --------------------------------------------------------------------------------- | --- |
| Oscar         | 1956 Najlepsze materiały do scenariusza i scenariusz Sonya Levien, William Ludwig | 1956 Najlepsza aktorka pierwszoplanowa Eleanor Parker Najlepsze kostiumy - filmy kolorowe Helen Rose |